# 1868 w muzyce
Wydarzenia muzyczne w 1868 roku.

## Wydarzenia
- 19 stycznia – w wiedeńskim Gartenbau miała miejsce premiera polki „Stadt und Land” op.322 Johanna Straussa (syna)[1]
- 4 lutego – w wiedeńskiej Sophiensaal miała miejsce premiera walca „Die Publizisten” op.321 Johanna Straussa (syna)[1]
- 11 lutego – w wiedeńskiej Redoutensaal miała miejsce premiera polki „Ein Herz, ein Sinn” op.323 Johanna Straussa (syna)[1]
- 13 lutego – w Linzu odbyła się premiera „Vaterländisch Weinlied” WAB 91 Antona Brucknera[1]
- 15 lutego
  - w Moskwie odbyła się premiera pierwszej wersji I symfonii (Zimowe wrażenia) op.13 Piotra Czajkowskiego[1][2]
  - w paryskim Théâtre Favart miała miejsce premiera opery Le premier jour de bonheur Daniela Aubera[1]
- 16 lutego
  - w Warszawie odbyła się premiera kantaty „Crimean Sonnets” Stanisława Moniuszki[1]
  - w wiedeńskiej Dianabadsaal miała miejsce premiera polki „Unter Donner und Blitz” op.324 Johanna Straussa (syna)[1]
- 5 marca – w mediolańskiej La Scali odbyła się prapremiera opery Mefistofeles Arriga Boita do własnego libretta według Fausta Johanna Wolfganga Goethego[1]
- 6 marca – w Katedrze Notre-Dame w Paryżu miała miejsce premiera „Fantaisie” op.16 Césara Francka[1]
- 7 marca – w Berlinie odbyła się premiera pieśni „So willst du des Armen” op.33/5 Johannesa Brahmsa[1]
- 9 marca – w paryskiej Salle Le Peletier miała miejsce premiera opery Hamlet Ambroise’a Thomasa[1][3]
- 10 marca – w Moskwie odbyła się premiera „Scherzo”, drugiej części „Souvenir of Hapsal” op.2/2 Piotra Czajkowskiego[1]
- 11 marca – w Hamburgu odbyła się premiera dwóch pieśni: „Von ewiger liebe” op.43/1 oraz „Die Mainacht” op.43/2 Johannesa Brahmsa[1]
- 17 marca – w Pradze odbyła się premiera „Rolnická” Bedřicha Smetany[1]
- 6 maja – w paryskim Palais-Royal miała miejsce premiera operetki Le château à Toto Jacques’a Offenbacha[1]
- 13 maja – paryskiej Salle Pleyel miała miejsce premiera „Koncertu na fortepian i orkiestrę nr 2” op.22 Camille Saint-Saënsa[1]
- 17 maja – w Linzu odbyła się premiera „Das Frauenherz, die Mannesbrust”’ Antona Brucknera[1]
- 19 czerwca – w wiedeńskim Volksgarten miejsce premiera walca „Geschichten aus dem Wienerwald” op.325 Johanna Straussa (syna)[1]
- 21 czerwca – w monachijskim Nationaltheater München prapremiera opery Śpiewacy norymberscy Richarda Wagnera[1][4]
- 19 lipca – w Basilique Saint-Sauveur de Rennes miała miejsce premiera pieśni „Cantique à St.-Vincent-de-Paul” Gabriela Fauré[1]
- 27 lipca – w wiedeńskiej Festhalle des Schützenfestes im Prater miała miejsce premiera polki „Freikugeln” op.326 Johanna Straussa (syna)[1]
- 12 sierpnia – w Casino w Saint-Malo miała miejsce premiera pieśni „Le papillon et la fleur” op.1/1 Gabriela Fauré[1]
- 3 września
  - w wiedeńskim Gartenbau miała miejsce premiera „Le premier jour de bonheur” op.327 Johanna Straussa (syna)[1]
  - w Gloucesterze odbyła się premiera „Intermezzo religioso” Charlesa Parry’ego[1]
- 6 września – w Warszawie odbyła się premiera baletu Na kwaterunku Stanisława Moniuszki[1]
- 30 września – w paryskim Théâtre des Bouffes-Parisiens miała miejsce premiera operetki L'île de Tulipatan Jacques’a Offenbacha[1]
- 6 października – w paryskim Théâtre des Variétés miała miejsce premiera operetki La Périchole Jacques’a Offenbacha[1]
- 7 października – w Wiedniu odbyła się premiera „Die Nacht” D.983c Franza Schuberta[1]
- 12 października – w wiedeńskiej Sophiensaal miała miejsce chóralna premiera polki „Sängerslust” op.328 Johanna Straussa (syna)[1]
- 15 października – w wiedeńskim Kursalon miała miejsce instrumentalna premiera polki „Sängerslust” op.328 Johanna Straussa (syna)[1]
- 13 grudnia – w wiedeńskiej Redoutensaal miała miejsce premiera niedokończonej opery Adrast D.137 Franza Schuberta[1]
- 20 grudnia – w Moskwie odbyła się premiera „Romance” op.5 Piotra Czajkowskiego[1][5]

## Urodzili się
- 3 stycznia – Napoleon Rutkowski, polski kompozytor, ziemianin, filantrop, działacz społeczny i narodowy (zm. 1931)
- 6 stycznia – Vittorio Monti, włoski skrzypek, kompozytor i dyrygent (zm. 1922)
- 25 stycznia – Juventino Rosas, meksykański kompozytor oraz skrzypek (zm. 1894)
- 5 lutego – Lodewijk Mortelmans, flamandzki kompozytor, dyrygent i pedagog (zm. 1952)
- 5 marca – Alfons Brandt, polski skrzypek, koncertujący solista-wirtuoz (zm. 1925)
- 22 marca – Hamish MacCunn, szkocki kompozytor muzyki klasycznej, dyrygent i pedagog (zm. 1916)
- 28 marca – Wojciech Gawroński, polski pianista i kompozytor (zm. 1910)
- 15 kwietnia – Francisco Braga, brazylijski kompozytor (zm. 1945)
- 19 kwietnia – Max von Schillings, niemiecki kompozytor i dyrygent (zm. 1933)
- 22 kwietnia – José Vianna da Motta, portugalski pianista i kompozytor (zm. 1948)
- 12 maja – Marie Wittich, niemiecka śpiewaczka operowa (sopran) (zm. 1931)
- 27 maja – Feliks Władysław Starczewski, polski kompozytor, pianista, pedagog i publicysta muzyczny (zm. 1945)
- 3 czerwca – Georg Jarno, węgierski kompozytor operetkowy (zm. 1920)
- 19 czerwca – Heinrich Schenker, austriacki teoretyk muzyki klasycznej, nauczyciel akademicki, kompozytor, autor podręczników (zm. 1935)
- 19 lipca – Florence Foster Jenkins, amerykańska śpiewaczka (sopran), znana jako „najgorsza śpiewaczka świata” (zm. 1944)
- 5 sierpnia – Oskar Merikanto, fiński pianista, organista, kompozytor i dyrygent (zm. 1924)
- 7 sierpnia – Granville Bantock, angielski kompozytor (zm. 1946)
- 14 sierpnia – Leone Sinigaglia, włoski kompozytor i alpinista (zm. 1944)
- 29 września – Michalina Frenkiel-Niwińska, polska śpiewaczka operowa (mezzosopran) (zm. 1927)
- 13 października – Wano Paliaszwili, gruziński dyrygent (zm. 1934)
- 24 października – Alexandra David-Néel,francuska orientalistka, znawczyni Tybetu, śpiewaczka operowa, dziennikarka, odkrywczyni, anarchistka, buddystka i pisarka (zm. 1969)
- 25 października – Michał Świerzyński, polski kompozytor, dyrygent i pedagog (zm. 1957)
- 24 listopada – Scott Joplin, afroamerykański kompozytor i pianista, popularyzator stylu ragtime (zm. 1917)
- 28 listopada – František Drdla, czeski kompozytor i skrzypek (zm. 1944)
- 13 grudnia – Mario Sammarco, włoski śpiewak operowy (baryton) (zm. 1930)

Data dzienna nieznana
- Adam Józef Karasiński, polski kompozytor, skrzypek i pianista (zm. 1920)

## Zmarli
- 3 stycznia – Moritz Hauptmann, niemiecki teoretyk i kompozytor (ur. 1792)
- 3 kwietnia – Franz Berwald, szwedzki kompozytor, skrzypek i altowiolista (ur. 1796)
- 5 czerwca – Anselm Hüttenbrenner, austriacki kompozytor (ur. 1794)
- 16 lipca – Louis François Dauprat, francuski kompozytor, wirtuoz gry na rogu naturalnym (ur. 1781)
- 20 lipca – Jan Bedřich Kittl, czeski kompozytor (ur. 1806)
- 11 sierpnia – Halfdan Kjerulf, norweski kompozytor (ur. 1815)
- 13 listopada – Gioacchino Rossini, włoski kompozytor operowy (ur. 1792)